# Zanthoxylum piperitum
Zanthoxylum piperitum är en vinruteväxtart som först beskrevs av Carl von Linné, och fick sitt nu gällande namn av Dc.. Zanthoxylum piperitum ingår i släktet Zanthoxylum och familjen vinruteväxter.

## Underarter
Arten delas in i följande underarter:
- Z. p. rotundatum
- Z. p. spinosum